# Eulália Maria Lahmeyer Lobo
Eulália Maria Lahmeyer Lobo (Rio de Janeiro, 17 de julho de 1924 – Rio de Janeiro, 31 de maio de 2011) foi uma historiadora brasileira. Foi a primeira mulher a doutorar-se em História no Brasil. Segundo Ronaldo Vainfas, "Foi uma pioneira na historiografia brasileira, principalmente na História da América, nos anos 1950, publicando textos importantíssimos, como ‘Administração colonial luso espanhola’ que faz uma comparação entre a administração centralizada espanhola e a descentralizada, portuguesa".

## Biografia e carreira
Nasceu no Rio de Janeiro, em 17 de julho de 1924, sendo filha de Antônio Dias Leite e Georgeta Furquim Lahmeyer. Seu pai, Antônio Dias Leite, foi um imigrante português que veio ao Rio de Janeiro para trabalhar na casa Comercial Soto Maior, onde se dedicou ao comércio e a importação de produtos. Sua mãe, Georgeta Furquim Lahmeyer, irmã de Antônio Dias Leite Júnior, ministro de Minas e Energia no governo Médici, descendia da família do Barão de Vassouras, tradicional família fluminense que vivia da produção cafeeira, e de imigrantes alemães e franceses. 
A educação e a infância de Eulália acabaram influenciando suas escolhas profissionais, com uma autorização para não frequentar a escola tradicional, recebeu o ensino primário e secundário em casa, com a professora Nair Lopes. Cursou o ginasial no tradicional Colégio Jacobina, onde foi aluna de Américo Jacobina Lacombe, de História, importante influência para sua formação.
Em 1941, aos 17 anos, ingressou no curso de História e Geografia da Faculdade Nacional de Filosofia (FNFi) da Universidade do Brasil. Formou-se em 1944, complementando sua formação com especializações na Universidade da Carolina do Sul e na Universidade da Carolina do Norte. Na década seguinte doutorou-se em História da América pela mesma instituição. Sua tese Administração Colonial Luso-espanhola nas Américas foi defendida em 1953, e contou com a orientação de Silvio Júlio de Albuquerque Lima.
Nos anos de 1980 passou a lecionar na Universidade Federal Fluminense até se tornar professora emérita em 1998; também lecionou na Universidade Federal do Rio de Janeiro de 1963 até 1985, quando recebeu da UFRJ o título de professora emérita. Orientou, ao longo de sua carreira, 27 teses e dissertações, 17 de mulheres. Dentre seus orientandos podemos destacar Carlos Fico, entre outros.
Durante a ditadura militar brasileira, sofreu perseguições do regime, foi expurgada em 1965, ficando largo período afastada do magistério. Até a anistia, foi professora visitante em diversas instituições, como a University of Texas System, o Occidental College e a Universidade Portucalense Infante D. Henrique.

### Falecimento
Faleceu em 31 de maio de 2011, aos 79 anos.

## Contribuições historiográficas
No que tange a História Econômica, foi uma das primeiras a demonstrar a importância dos comerciantes de grosso-trato no comércio internacional marítimo, e, a partir dessa constatação, defendeu a definição do Rio de Janeiro enquanto uma capital comercial na América.
Seu estilo era marcado pela pesquisa quantitativa, sempre utilizando de tabelas, gráficos, porcentagens e cálculos matemáticos. Seu livro História do Rio de Janeiro é compreendido como um grande banco de dados. Segundo Richard E. Morse, sua obra poderia ser comparada a um Vade Mecum fundamental a todo historiador social e econômico que tem por objeto o Rio de Janeiro.
Luiz Fernando Saraiva e Carlos Gabriel Guimarães defendem que sua obra "é um manual e ainda um mapa, pode  ser seguido à risca ou pode ser um roteiro de viagem, como foi e continua sendo para os pesquisadores da História Econômica do Brasil e, em particular, do Rio de Janeiro".